# مارك سانفورد

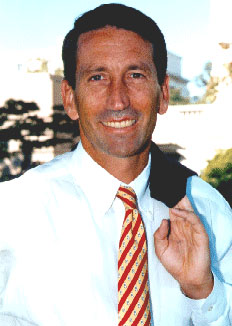
مارك سانفورد

ومارك سانفورد هو سياسي ينتمي إلى (الحزب الجمهوري) وحاكم ولاية كارولينا الجنوبية منذ عام 2003. ولد مارك سانفورد في 28 أيار / مايو من سنة 1960 في ولاية فلوريدا، حصل على شهادته الجامعية الأولى في جامعة فورمان وماجستير في إدارة الأعمال من جامعة ولاية فرجينيا انتقل إلى سوليفان آيلند بولاية كارولاينا الجنوبية في وقت مبكر من تسعينات القرن الماضي مع زوجته جيني وأربعة أبناء : مارشال، لاندون، بولتون وبليك. خدم في مجلس النواب الأمريكى النواب ما بين 1995 و2001.